# فرودوالد كاراميرا
فرودوالد كاراميرا (بالإنجليزية: Froduald Karamira)‏ (14 أغسطس 1947 - 24 أبريل 1998) سياسي رواندي أدين بتنظيم تنفيذ الإبادة الجماعية في رواندا لعام 1994. حُكم عليه بالإعدام من قبل محكمة رواندية مستقلة وهو واحد من آخر 24 شخصًا تم تنفيذ إعدامهم في رواندا.

## السيرة الذاتية
ولد كراميرا في موشوباتي، جيتاراما في رواندا، لعائلة من التوتسي. كشخص بالغ، تم قبول كراميرا كهدية وفقًا لبعض التقاليد الرواندية التي تسمح بـ «تحويلات» من مجموعة إلى أخرى.
في وقت الإبادة الجماعية، كان فرودوالد كاراميرا نائب رئيس الحركة الجمهورية الرواندية الديمقراطية وأحد قادة جناحه المتطرف، MDR-Power. مثل فصيل معادي لأي تعاون مع الجبهة الوطنية الرواندية. وعارض اتفاقيات أروشا. وقد اشتهر بخطابه في 23 أكتوبر، حيث دعا الهوتو إلى «الوقوف» و«اتخاذ الإجراءات الضرورية» و«البحث عن العدو الذي بيننا». هو الذي استخدم، خلال هذا الاجتماع ولأول مرة علانية، مصطلح «قوة الهوتو»، الذي عين فيما بعد ائتلاف الهوتو المتطرف. وبذلك أصبح المنظر الرئيسي لهذه العقيدة.
بعد هزيمة حلفائه في ظل نظام الإبادة الجماعية، استخدم ثروته الكبيرة للهروب إلى الهند. عثرت عليه الحكومة الجديدة وسلمته إلى رواندا. ومن اللافت للنظر أنه هرب في طريقه إلى مطار [أديس أبابا] في إثيوبيا، ولكن تم القبض عليه مرة أخرى بعد ثلاثة أيام. بعد هزيمة الحكومة من قبل الجبهة الوطنية الرواندية في يوليو 1994 ونهاية الإبادة الجماعية، اختفى كاراميرا من رواندا. اتهمته الحكومة الرواندية بارتكاب إبادة جماعية.

## حكم الإعدام والإعدام
بدأت محاكمته في 13 يناير 1997 في كيجالي. بالإضافة إلى خطاباته اليومية التي تحرض على الإبادة الجماعية، زُعم أنه كان له دور فعال في إنشاء وتسليح ميليشيات [إنتراهاموي]؛ كما اتُهم بأنه مسؤول شخصياً عن مقتل المئات من التوتسي، من بينهم 13 فرداً من عائلته.
في 14 فبراير 1997، أدين كراميرا في جميع التهم وحكم عليه بالإعدام رميا بالرصاص. وقد استأنف أمام محكمة الاستئناف في كيغالي، ولكن تم رفض الاستئناف وأكد الحكم الصادر بحقه في 12 سبتمبر 1997. وفي 24 أبريل/نيسان 1998، وفي حدث عام في ملعب نياميرامبو في كيغالي، تم إعدام كراميرا رميا بالرصاص مع إدانة 21 شخصًا آخر بالتورط في الإبادة الجماعية في رواندا. في اليوم نفسه على الأقل كما تم إعدام شخصين آخرين في مواقع أخرى في رواندا.